# Na Čilečku
Na Čilečku (201 m n. m.) je kopec v okresu Nymburk Středočeského kraje. Leží asi 1 km jihovýchodně od obce Straky, na jejím katastrálním území.

## Geomorfologické zařazení
Geomorfologicky kopec náleží do celku Středolabská tabule, podcelku Nymburská kotlina a okrsku Milovická tabule.